# Franz Perčević von Odavna
Johann Franz Perčević von Odavna (Povile, 2. veljače 1841. – Ogulin, 22. siječnja 1914.), visoki stožerni časnik austro-ugarske vojske.

## Životopis
Rodio se je u Hrvatskoj, u Povilama kod Novog Vinovolskog u obitelji plemića iz obitelji Perčević von Odavna. Završio je Nižu realku u Rakovcu 1858. te je pristupio u 3. graničarsku pješačku regimentu gdje je u činu desetnika sudjelovao u ofenzivi 1859. i kao poručnik 1866. iste u italiji. U operaciji zaposjedanja BiH 1878. bio je nadporučnik u 79. pješačkoj regimenti. Godine 1879. prešao je 52. pješačku regimentu. Godine 1880. postao je satnik. Nakon raznih podjela ponio je čin bojnika 27. pješačke regimente i zapovjednika bataljuna u Štajerskom Gradcu. Od 1896. do 1899. bio je u činu potpukovnika zapovjednik popunidbenog okruga i zapovjednik zamjenskog bataljuna u Štajerskom Gradcu. Godine 1899. kao pukovnik ad honores.
Oženio je Adolfine Schoklitsch, s kojom je imao djecu Ivana (1884. – 1947.), Adolfine i Paulu. Jedno od djece sestre Adolfine bio je Theodor Piffl-Perčević, ministar u austrijskoj vladi.

## Djela
Franz je 1898. godine objavio knjigu Die Pflege der Disciplin i u Zagrebu 1903. godine u vlastitoj nakladi knjigu Die Satisfaction. Ehre, Mut und Geungthuung im Lichte der Wahrheit.

## Vanjske poveznice
- DNB
- DOI
- Geni.com